# مشتول السوق
مشتول السوق نام شهر و شهرستانی در استان شرقی مصر است.